# Pienice
Pienice [pronunciación en polaco: /pjɛˈnit͡sɛ/] es un pueblo ubicado en el distrito administrativo de Gmina Krasnosielc, dentro del Condado de Maków, Voivodato de Mazovia, en el este de Polonia central. Se encuentra aproximadamente a 4 kilómetros al noreste de Krasnosielc, a 21 kilómetros al noreste de Maków Mazowiecki, y a 92 kilómetros al norte de Varsovia.